# Valerij Jakušin
Valerij Jakušin (in russo Валерий Якушин?; traslitterazione anglosassone Valery Yakushin; 12 ottobre 1954) è un ex slittinista sovietico.
Dopo la dissoluzione dell'Unione Sovietica (1991) ha acquisito la cittadinanza russa.

## Biografia
Gareggiò per la nazionale sovietica sia nel singolo sia nel doppio; in quest'ultima specialità formò una coppia vincente con Vladimir Šitov ma, a causa di un gravissimo infortunio ad una gamba patito dallo stesso Šitov che lo costrinse a concludere anzitempo la propria attività agonistica, fu obbligato a correre con partner differenti per i restanti anni della sua carriera.
Partecipò ad una edizione dei Giochi olimpici invernali, a Lake Placid 1980 e, in quella che fu la sua ultima competizione a livello internazionale, ottenne la diciassettesima posizione nel doppio in coppia con Sergej Danilin.
Prese parte altresì a tre edizioni dei campionati mondiali aggiudicandosi la medaglia d'argento nella specialità biposto ad Imst 1978 insieme a Vladimir Šitov, mentre nelle prove individuali il suo miglior risultato fu la quinta piazza ottenuta in quella stessa manifestazione austriaca. Nelle rassegne continentali i suoi più importanti piazzamenti sono stati il settimo posto nel singolo ed il quinto nel doppio con Valdis Kuzis, entrambi colti ad Oberhof 1979.

## Palmarès

### Mondiali
- 1 medaglia:
  - 1 argento (doppio ad Imst 1978).